# Christiane Lemke

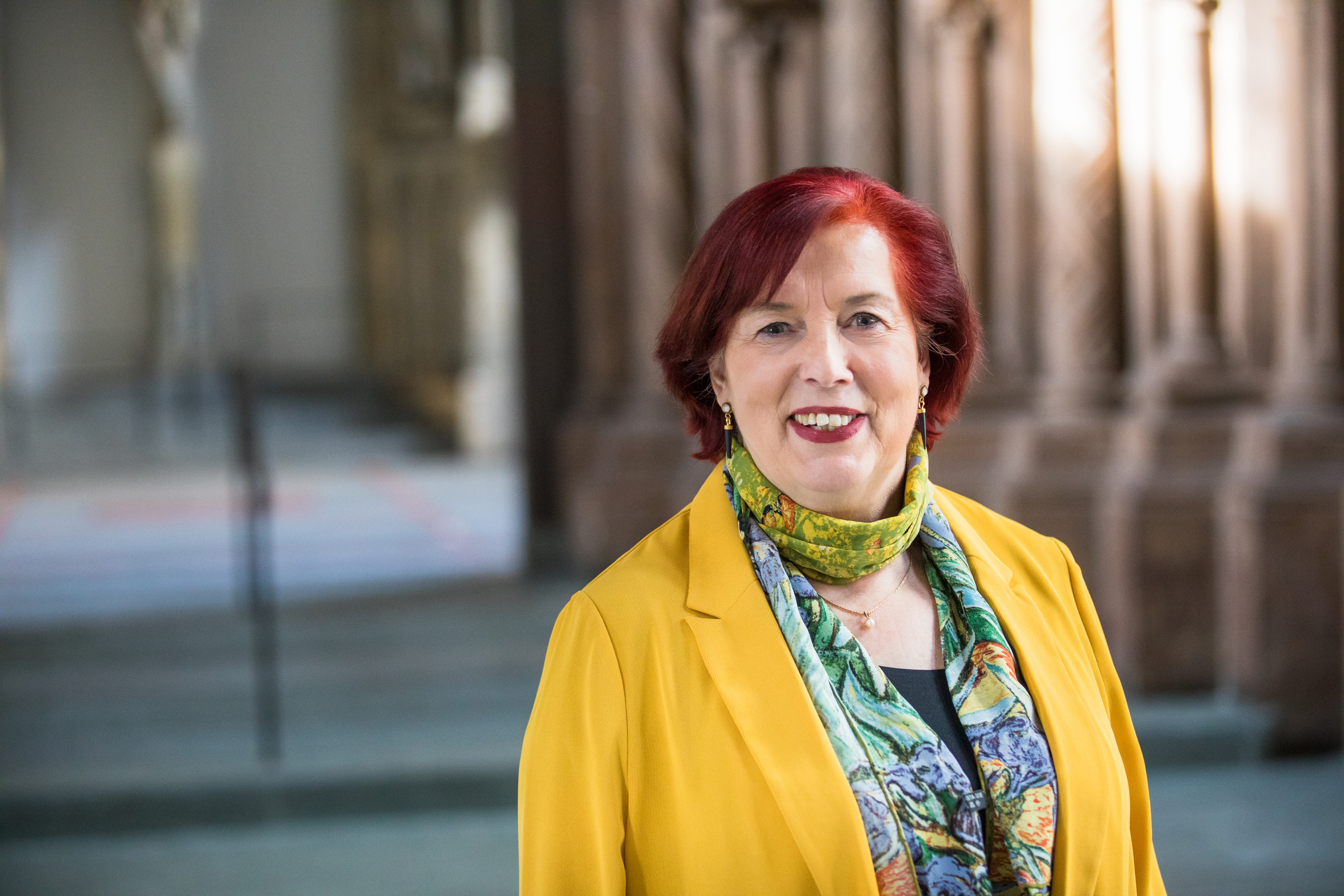
Christiane Lemke (2019)

Christiane Lemke (* 10. Oktober 1951 in Grünendeich im Landkreis Stade) ist eine deutsche Professorin für Politische Wissenschaft an der Leibniz Universität Hannover. Als erste Frau in Deutschland schaffte sie es 2006 an die Spitze einer Parlamentsverwaltung.

## Leistungen
Seit 1996 ist Lemke Professorin für Politikwissenschaft an der Leibniz Universität Hannover. Sie ist Inhaberin des Jean Monnet Chair for European Political Science (seit 2000) und war mehrmals Gastprofessorin an der Harvard University und der University of North Carolina at Chapel Hill.
Zu ihren Schwerpunkten gehören:
- Internationale Politik und Vergleichende Politikwissenschaft
- Politik und Gesellschaft der USA
- Europäische Integration
- Transformation in Ostmitteleuropa
- Politikwissenschaftliche Frauen- und Geschlechterforschung

Von 31. März 2006 bis 30. März 2007 war Christiane Lemke als Direktorin beim Niedersächsischen Landtag im Amt. Vom 1. September 2010 bis August 2014 hatte sie den Max-Weber-Lehrstuhl für Deutschland- und Europastudien an der New York University (NYU) inne. Sie war Finalistin für die Präsidentschaft an der Freien Universität Berlin 2010.

## Schriften (Auswahl)

### Monographien
- mit Jakob Wiedekind: Der Kampf um das Weiße Haus. Die US-Präsidentschaftswahl 2020 im Zeichen von Polarisierung, Corona-Pandemie und gesellschaftlichen Spannungen. Springer VS, Wiesbaden 2021, ISBN 978-3-658-33600-4.
  - mit Jakob Wiedekind: The battle for the White House. The US presidential election 2020 under the impression of polarization, coronavirus pandemic and social tensions. Springer, Wiesbaden 2022, ISBN 978-3-658-38933-8.
- mit Amalia Sdroulia: Theater und Politik als Weg zur Integration. Ein Erfahrungsbericht. Tectum Verlag, Baden-Baden 2020, ISBN 978-3-8288-4447-6.
- Internationale Beziehungen: Grundkonzepte, Theorien und Problemfelder. 4. Auflage, de Gruyter Oldenbourg, Berlin/Boston 2018, ISBN 978-3-11-058738-8.
- mit Helga A. Welsh: Germany Today: Politics and Policies in a Changing World, Lanham: Rowman and Littlefield 2018.
- Richtungswechsel. Reformpolitik der Obama-Administration, Wiesbaden: VS Verlag 2011.
- Amerikabilder: US-Politik zwischen Moralisierung und Macht, Münster: LIT Verlag 2005.
- mit Gary Marks: The Crisis of Socialism in Europe. Durham: Duke University Press 1992.
- Die Ursachen des Umbruchs 1989: Politische Sozialisation in der ehemaligen DDR. Schriften des Zentralinstituts für Sozialwissenschaftliche Forschung der Freien Universität Berlin. Opladen: Westdeutscher Verlag 1991.

Herausgeberschaften
- mit Volker Epping und Alim Baluch: Europäische Außen- und Sicherheitspolitik, Reihe „Europa als politischer Raum“, Band 3, Münster: LIT Verlag 2010.
- mit Heike Brabandt et al.: Menschenrechte und Migration, Reihe „Europa als politischer Raum“, Band 2, Münster: LIT Verlag 2009.
- mit Ines Katenhusen und Jutta Joachim: Konstitutionalisierung und Governance in der EU: Perspektiven einer europäischen Verfassung, Reihe „Europa als politischer Raum,“ Münster: LIT Verlag 2006.
- mit Kathrin Braun und Gesine Fuchs: Feministische Perspektiven der Politikwissenschaft. München/Wien: Oldenbourg Verlag 2000.
- mit Virginia Penrose und Uta Ruppert: Frauenbewegung und Frauenpolitik in Osteuropa.  Reihe „Politik der Geschlechterverhältnisse.“ Band 6, Frankfurt am Main/New York: Campus-Verlag 1996.

## Mitgliedschaften
Christiane Lemke ist Mitglied in folgenden Organisationen und Gremien:
- American Political Science Association
- Deutsche Vereinigung für Politische Wissenschaft (DVPW)
- Deutscher Hochschulverband
- German Studies Association[5]